# Kiwi (canção)
"Kiwi" é uma canção do cantor britânico Harry Styles, gravada para seu álbum de estreia homónimo. Foi escrita por Styles, Mitch Rowland, Ryan Nasci, Jeff Bhasker, Tyler Johnson e Alex Salibian, sendo produzido por estes três último. Originalmente foi lançada junto com o álbum em 12 de maio de 2017 através da Erskine e Columbia Records. A faixa foi enviada para rádios mainstream em 31 de outubro de 2017 servindo como o terceiro e último single do álbum.

## Antecedentes
A canção é uma das músicas mais sexualmente overt do álbum, e inclui letras sobre cigarros, bebidas, uma mulher fatal, e uma noite com uma garota. Styles disse à BBC Radio 1 que a música "começou como uma piada, agora é uma das minhas músicas favoritas. É uma das primeiras que escrevi para o álbum quando estava saindo muita energia".

## Videoclipe
O videoclipe da canção foi lançado em 8 de novembro de 2017, dirigido pela dupla de cinema Us. No vídeo, Styles e um grupo de crianças se envolvem em uma grande guerra de bolos na Escola Primária de Wimbledon Chase. A atriz mirim Beau Gadsdon interpreta a sósia feminina de Styles no vídeo.

## Apresentações ao vivo
Em maio de 2017, Styles cantou "Kiwi" no The Late Late Show with James Corden. Em novembro, ele cantou a música no The X Factor UK e no 5º concerto anual We Can Survive da CBS Radio no Hollywood Bowl; realizado em homenagem ao Mês Nacional de Conscientização do Câncer de Mama com os lucros indo para a Young Survival Coalition. No mesmo mês, Styles se apresentou na passarela do Victoria's Secret Fashion Show de 2017 em Xangai, na Mercedes-Benz Arena, abrindo o show com "Kiwi".

## Desempenho nas tabelas musicais

### Tabelas semanais
| Tabela musical (2017–18)             | Melhor posição |
| ------------------------------------ | -------------- |
| Austrália (ARIA)                     | 92             |
| Bélgica (Ultratop 50 de Flandres)    | 39             |
| Escócia (Official Charts Company)    | 49             |
| Eslováquia (Singles Digitál Top 100) | 76             |
| Estados Unidos (Mainstream Top 40)   | 40             |
| Irlanda (IRMA)                       | 72             |
| México (Billboard)                   | 29             |
| Nova Zelândia (Recorded Music NZ)    | 2              |
| Reino Unido (UK Singles Chart)       | 66             |